# عنقود مجرات SMACS 0723

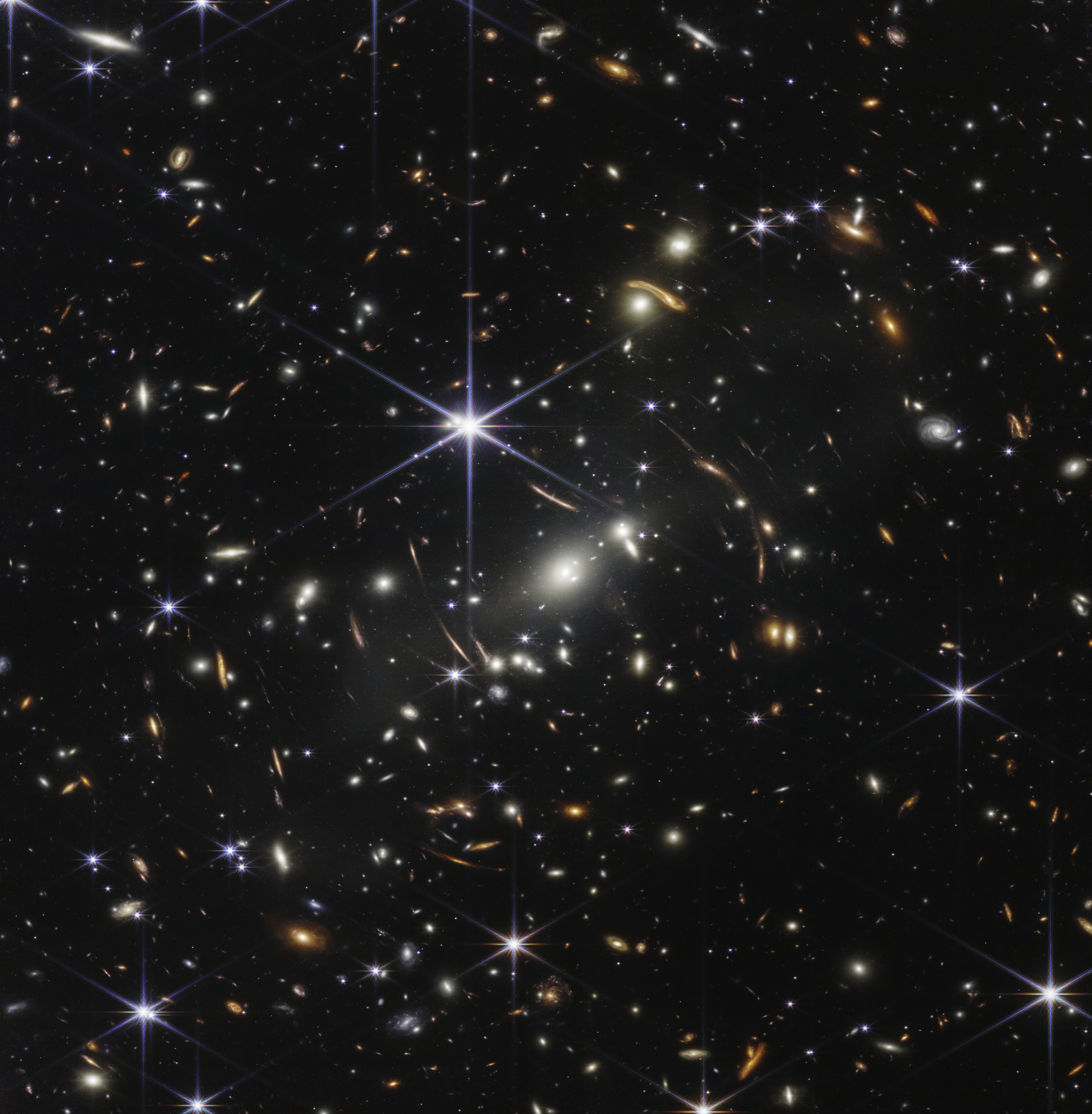
SMACS J0723.3-7327 في أول حقل عميق سماوي لـتلسكوب جيمس ويب الفضائي.

عنقود مجرات SMACS 0723 أو (الاسم بالكامل SMACS J0723.3-7327) هو مجموعة مجرات في المنطقة الجنوبية من كوكبة السمكة الطائرة (RA / Dec = 110.8375 ، −73.4391667).     يبعد عن الأرض حوالي 4.6 مليار سنة ضوئية.  ويقع في رقعة من السماء يمكن رؤيتها من نصف الكرة الجنوبي للأرض. كان هو الهدف ليكون أول صورة ملونة يلتقطها تلسكوب جيمس ويب الفضائي باستخدام الكاميرا NIRCam، أول حقل عميق سماوي لـتلسكوب جيمس ويب الفضائي. رُصدت مجموعة المجرات SMACS 0723 عدة مرات في الماضي، بما في ذلك بواسطة تلسكوب هابل الفضائي كجزء من مسح الكتلة MAssive  ، وتلسكوب بلانك الفضائي و تلسكوب شاندرا . 

## اقرأ أيضا
- الحقل العميق الأول لويب
- عدسة الجاذبية